# Confident
Confident – piąty solowy album studyjny amerykańskiej piosenkarki Demi Lovato. Został wydany 16 października 2015 roku nakładem Hollywood Records, Island Records oraz Safehouse Records. Pierwszym singlem został utwór Cool for the Summer. Album zadebiutował na pozycji drugiej Billboard 200, sprzedając się w nakładzie 98,000 kopii i streamów.
Nagrania w Polsce uzyskały certyfikat złotej płyty.

## Single
Pierwszym singlem promującym album został utwór „Cool for the Summer”, wydany 1 lipca 2015 roku. Utwór dotarł do jedenastej pozycji amerykańskiej listy Billboard Hot 100, na Billboard Pop Songs dotarł do trzeciego miejsca oraz na pierwsze miejsce listy Billboard Dance/Club Songs. Singiel uplasował się w Top 10 w Wielkiej Brytanii i Nowej Zelandii oraz w Top 20 w Irlandii, Kanadzie i Australii. Do października 2015 roku teledysk do utworu osiągnął ponad 100,000,000 wyświetleń
W sierpniu 2015 roku tytułowy utwór „Confident” został ogłoszony drugim singlem z wydawnictwa. 9 października tego samego roku wydano singel promocyjny - „Stone Cold”.

## Lista utworów
| Edycja standardowa | Edycja standardowa                     | Edycja standardowa                                           | Edycja standardowa     | Edycja standardowa |
| Nr                 | Tytuł utworu                           | Tekst                                                        | Muzyka                 | Długość            |
| ------------------ | -------------------------------------- | ------------------------------------------------------------ | ---------------------- | ------------------ |
| 1.                 | „Confident”                            | Demi Lovato, Max Martin, Ilya Salmanzadeh, Savan Kotecha,    | Ilya                   | 3:25               |
| 2.                 | „Cool for the Summer”                  | Lovato, Max Martin, Ali Payami, Kotecha, Alexander Kronlund  | Max Martin, Payami     | 3:34               |
| 3.                 | „Old Ways”                             | Olivia Waithe, Jason Evigan, Scott Hoffman                   |                        | 3:24               |
| 4.                 | „For You”                              | Johan Carlsson, Dalton Grant, Susan H. Catanzaro             | Max Martin             | 3:41               |
| 5.                 | „Stone Cold”                           | Lovato, Laleh Pourkarim, Gustaf Thörn                        |                        | 3:11               |
| 6.                 | „Kingdom Come (featuring Iggy Azalea)” | Lovato, Julia Michaels, Amethyst Kelly, Steve Mac            | Steve Mac              | 4:04               |
| 7.                 | „Waitin for You (featuring Sirah)”     | Lovato Michaels, Evigan, Sara Mitchell, Mac                  | Jason Evigan Steve Mac | 3:12               |
| 8.                 | „Wildfire”                             | Nicole Morier, Mikkel S. Eriksen, Tor Hermansen, Ryan Tedder |                        | 3:19               |
| 9.                 | „Lionheart”                            | Mac, Ina Wroldsen                                            | Steve Mac              | 4:04               |
| 10.                | „Yes”                                  | Lovato, Pourkarim                                            |                        | 3:10               |
| 11.                | „Father”                               | Lovato, Pourkarim                                            |                        | 3:55               |
|                    |                                        |                                                              |                        | 38:59              |

| Edycja deluxe |
| --- |
| 12. „Stars” - 3:08 13. „Mr. Hughes” - 3:41 14. „Cool for the Summer” (Jump Smokers Remix) - 4:25 15. „Cool for the Summer” (Suraci Remix) - 4:45 |

## Listy przebojów
| Lista przebojów (2015)          | Najwyższa pozycja |
| ------------------------------- | ----------------- |
| Australian Albums Chart         | 3                 |
| Austrian Albums Chart           | 19                |
| Belgian Albums Chart (Flanders) | 3                 |
| Belgian Albums Chart (Wallonia) | 19                |
| Canadian Albums Chart           | 1                 |
| Czech Albums Chart              | 16                |
| Danish Albums Chart             | 23                |
| Dutch Albums Chart              | 4                 |
| French Albums Chart             | 22                |
| German Album Charts             | 23                |
| Irish Albums Chart              | 3                 |
| Italian Albums Chart            | 7                 |
| New Zealand Albums Chart        | 2                 |
| Norwegian Albums Chart          | 8                 |
| Portuguese Albums Chart         | 6                 |
| Scottish Albums Chart           | 2                 |
| Swedish Albums Chart            | 12                |
| Swiss Albums Chart              | 13                |
| UK Albums Chart                 | 6                 |
| US Billboard 200                | 2                 |